# 張譯
張譯（チャン・イー、Zhang Yi、1978年2月17日 - ）は、中華人民共和国黒龍江省ハルビン市出身のの俳優。身長178cm、体重65kg。

## 出演作品

### 映画
- 赤い星の生まれ 建党伟业（2011年）……2011日本・中国映画週間で上映
- 最愛の子 亲爱的（2014年）
- 黄金時代 黄金时代（2014年）……第27回東京国際映画祭で上映
- 山河ノスタルジア 山河故人（2015年）
- ロクさん 老炮儿（2015年）……2016東京・中国映画週間で上映
- わたしは潘金蓮じゃない 我不是潘金莲（2016年）……第12回大阪アジアン映画祭で上映
- 修羅:黒衣の反逆 绣春刀2：修罗战场（2017年）
- オペレーション:レッド・シー 红海行动（2018年）
- 帰れない二人 江湖儿女（2018年）
- クライマーズ 攀登者（2019年）
- 愛しの母国 我和我的祖国（2019年）
- 愛しの故郷 我和我的家乡（2020年）
- バトル・オブ・ザ・リバー 金剛川決戦 金刚川（2020年）
- エイト・ハンドレッド 戦場の英雄たち 八佰（2020年）
- ワン・セカンド 永遠の24フレーム 一秒钟（2020年）
- 崖上のスパイ 悬崖之上（2021年）
- クラウディ・マウンテン 峰爆（2021年）
- 満江紅（マンジャンホン） 滿江紅 （2023年） - 第36回東京国際映画祭で上映

### テレビドラマ
- 刑事チン 〜孤独の捜査〜 重生（2020年）
- 狂飆-End of the Beginning- 狂飆（2023年）